# 塘栖镇

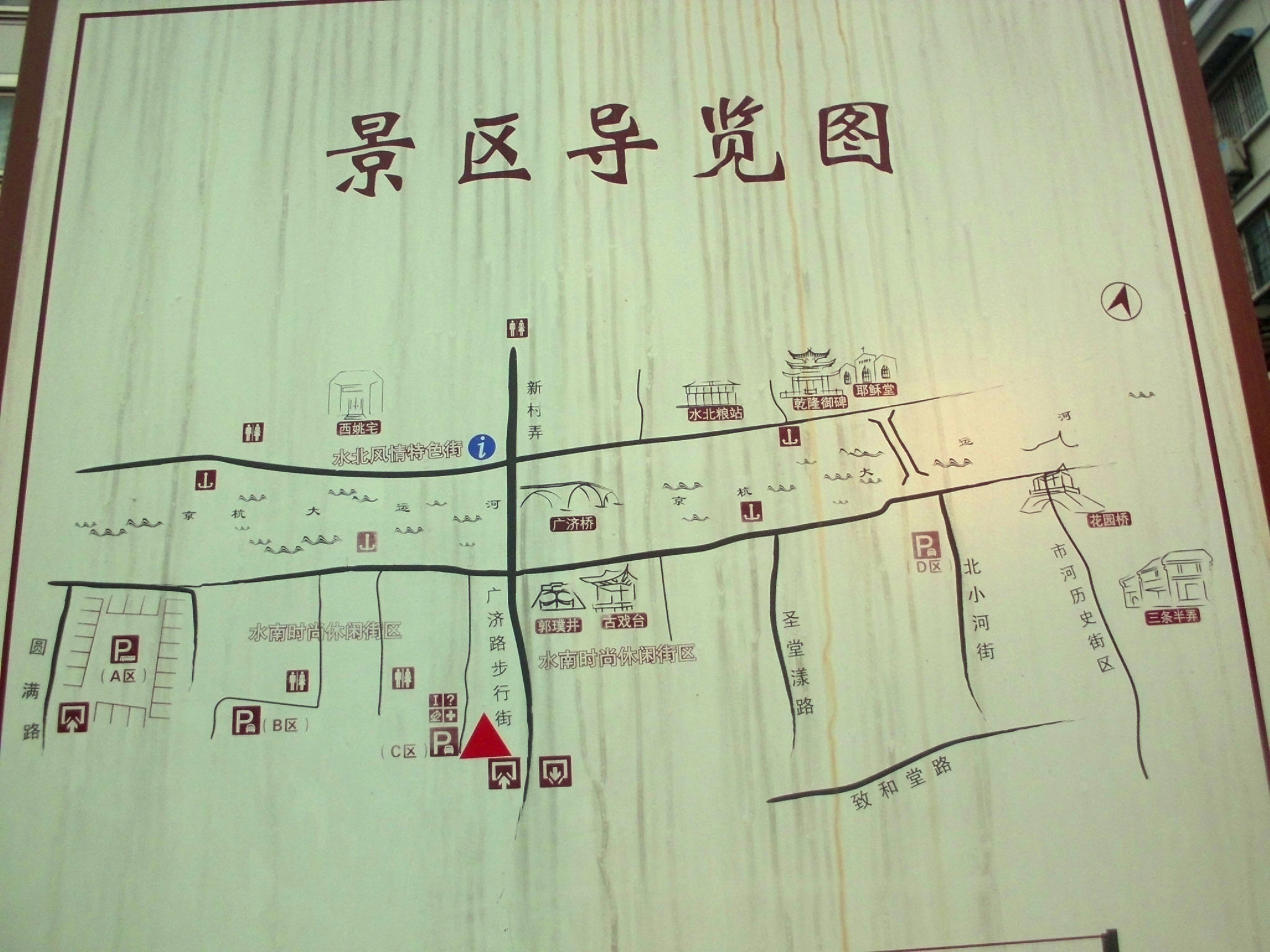
古镇导游图

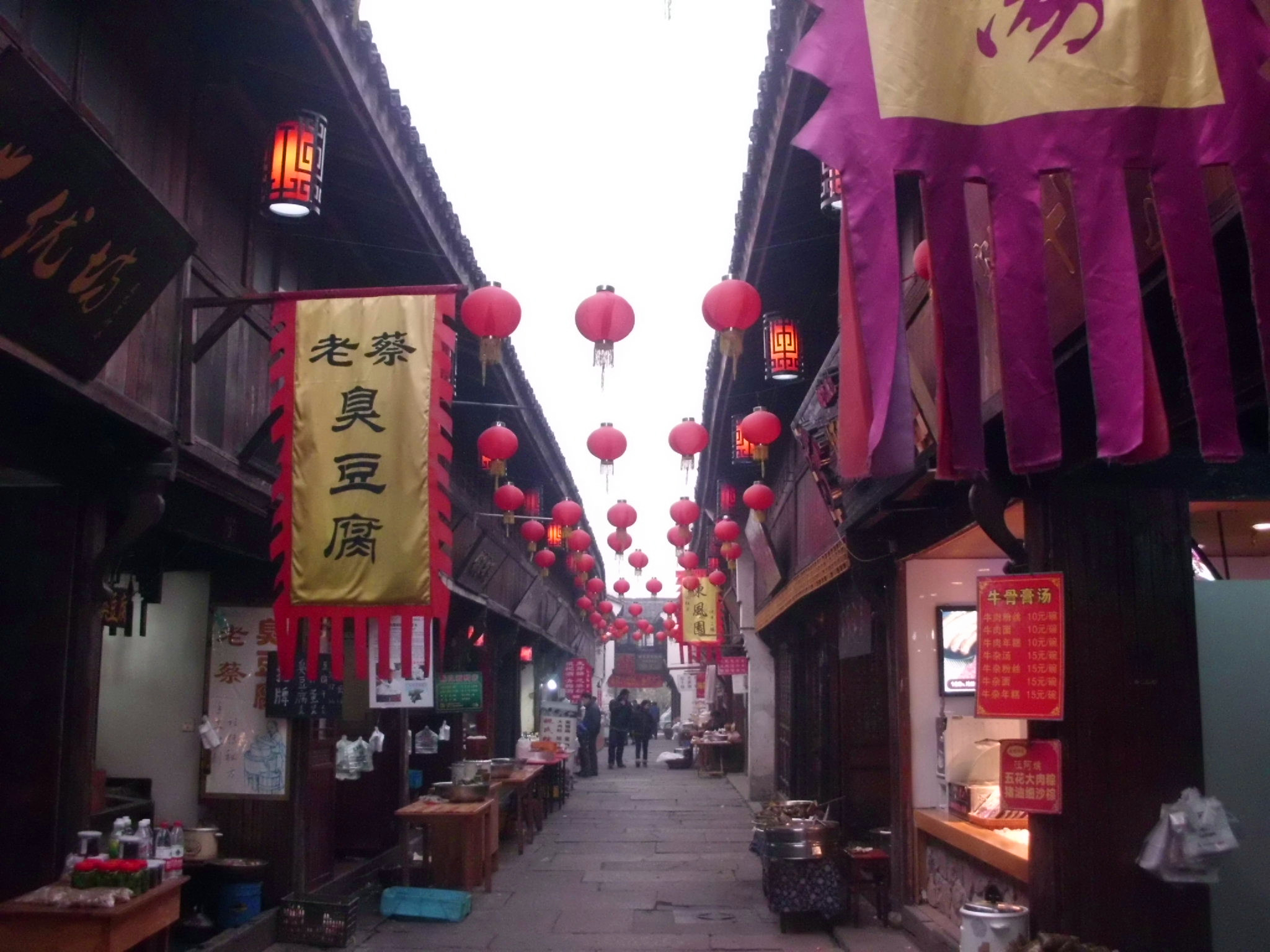
古镇景区

塘栖镇是中华人民共和国浙江省杭州市临平区下辖的镇。全镇总面积79平方公里，总人口9.9051万人。地处杭嘉湖平原南端，为江南水乡名镇。京杭大运河、09省道贯穿全镇。塘栖镇原属余杭区管辖，2021年4月，其被划入新设的临平区。

## 历史
塘栖名字起源不明，主要有三种说法：第一，即负塘而居；第二，即一姓唐的隐士所居住的地方；第三，南宋时期有唐栖寺在池塘西面，而“栖”是“西”的雅字。虽然普通话除“栖栖”外“栖”没有“西”的读音，但当地地名中仍保留了“西”的读音。
始建于北宋，自元代商贾云集成为大镇，明清时富甲一方，为 “江南十大名镇”之首。2010年底成为浙江27个小城市培育试点镇之一。

## 地理
位于杭州市北部，与湖州市的德清县接壤，距杭州市区中心约20公里，距区政府所在的临平街道约13公里。地理位置优越，水陆交通便利。

## 辖区
塘栖镇辖有：
西小河社区、东小河社区、广济路社区、南苑社区、乐苑社区、水北社区、酒店埭社区、莫家桥村、河西埭村、唐家埭村、三文村、丁河村、泉漳村、孤林村、港北村、西界河村、李家桥村、柴家坞村、姚家埭村、邵家坝村、朱家角村、土山坝村、龙船坞村、超山村、泰山村、丁山河村、漳河村、塘北村、超丁村、三星村、西河村、宏畔村、塘栖村和西苑村。

## 荣誉
- 全国千强镇
- 浙江省文明镇
- 浙江省综合实力百强乡镇
- 浙江省十大历史文化名镇
- 浙江省卫生镇
- 杭州市经济发展十佳乡镇
- 杭州市现代化标志性教育强镇
- 国家枇杷原产地域保护之乡

## 旅游景点

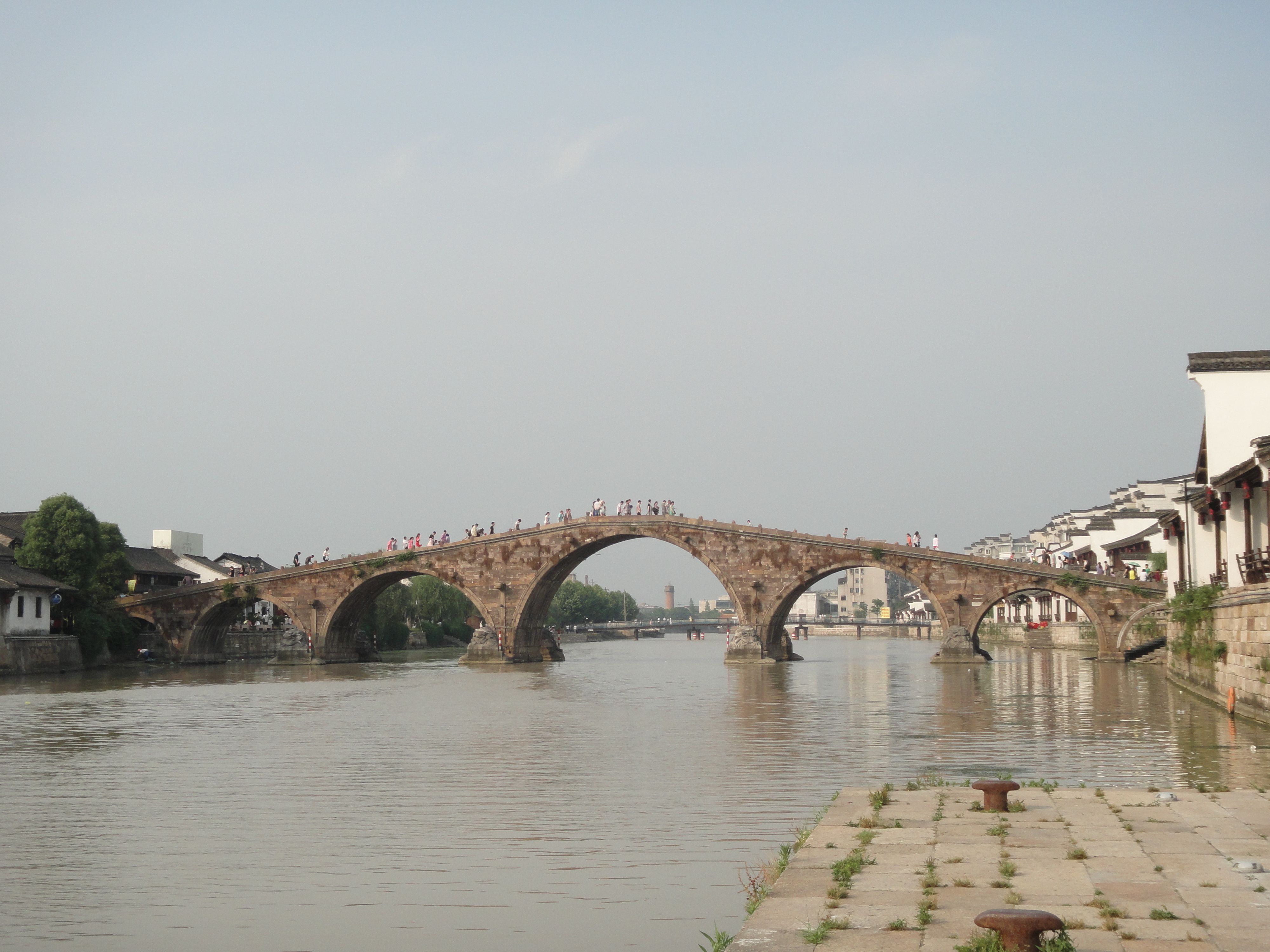
广济桥

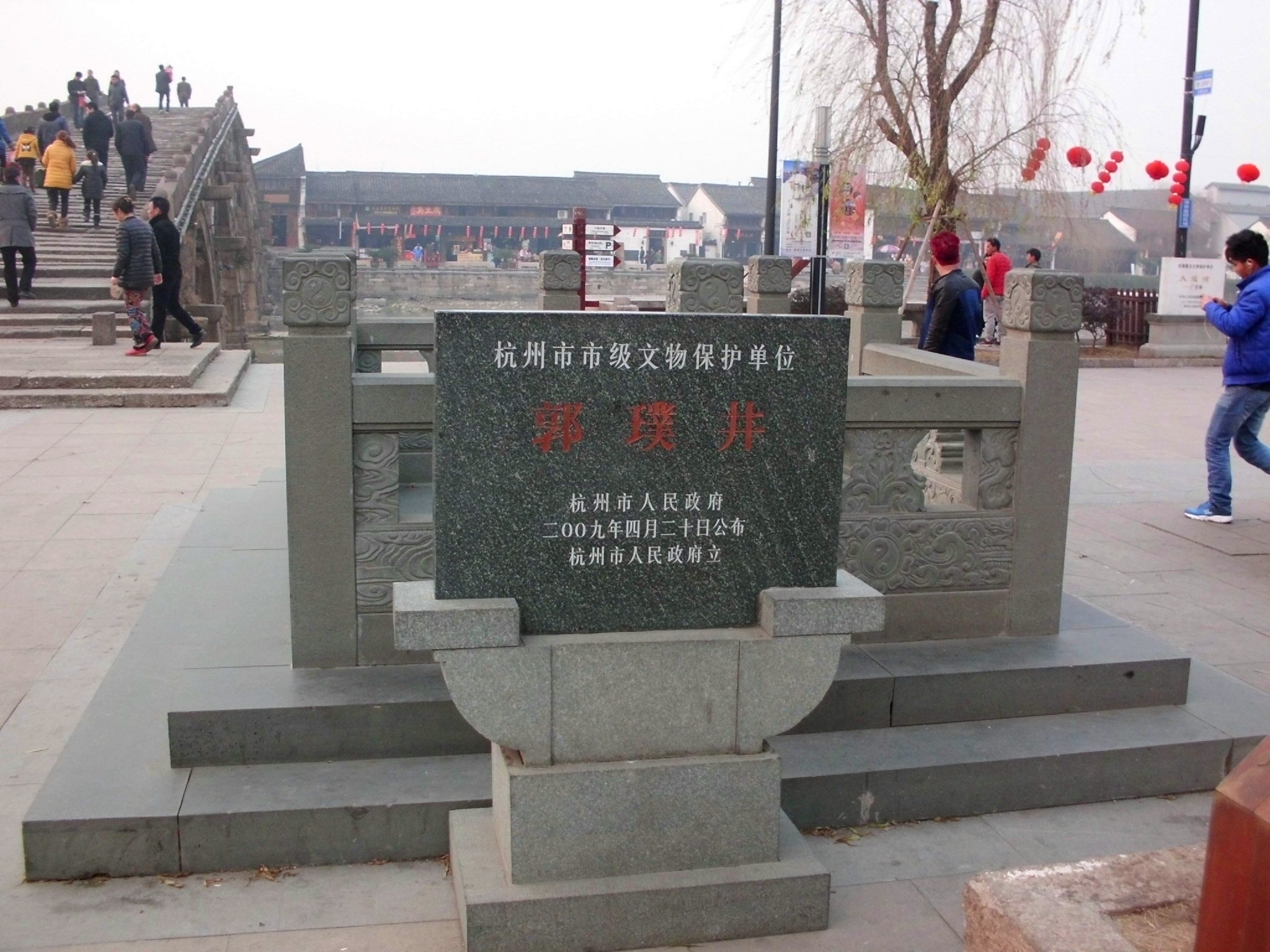
郭璞古井

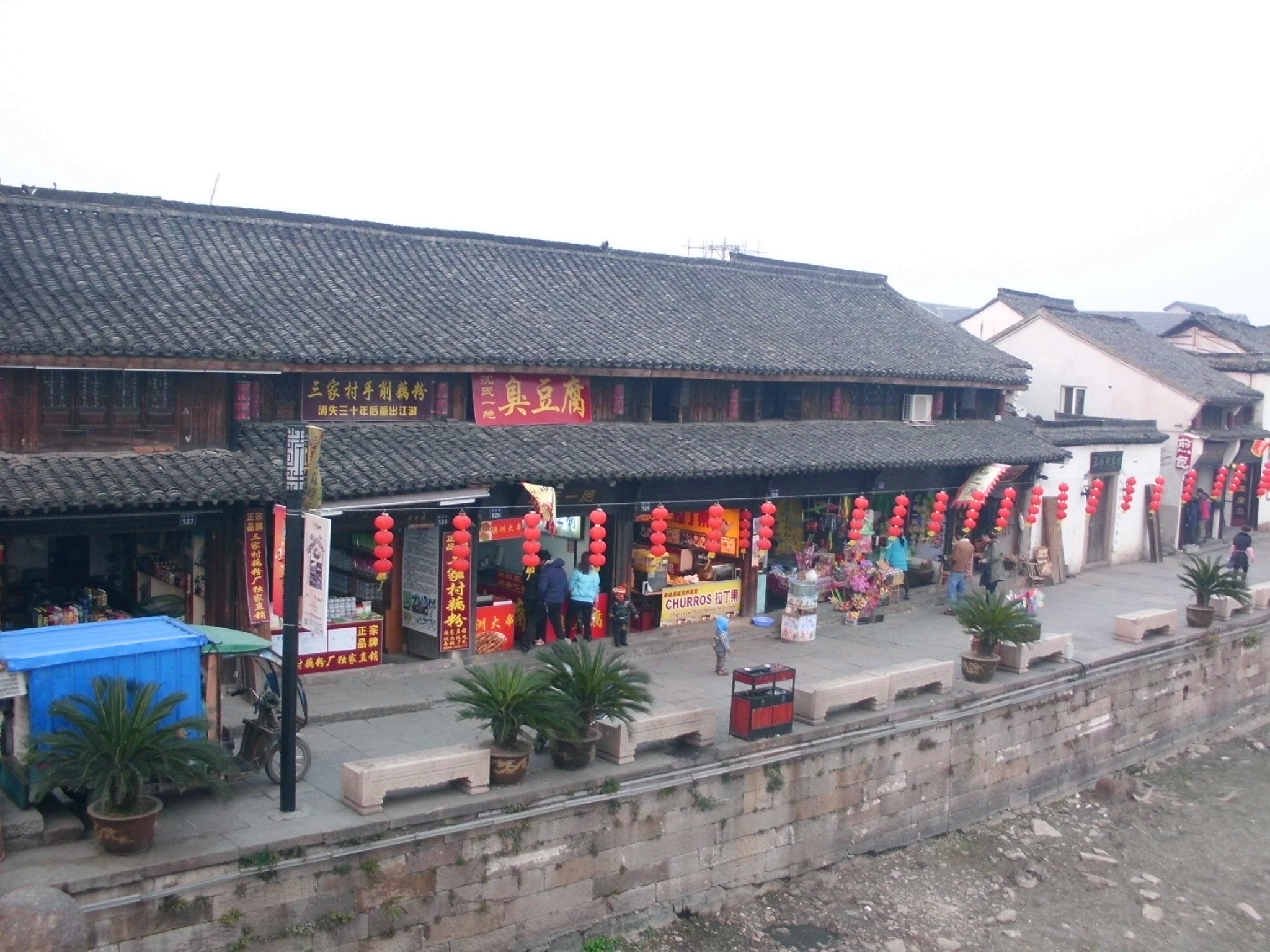
从桥上看水北街

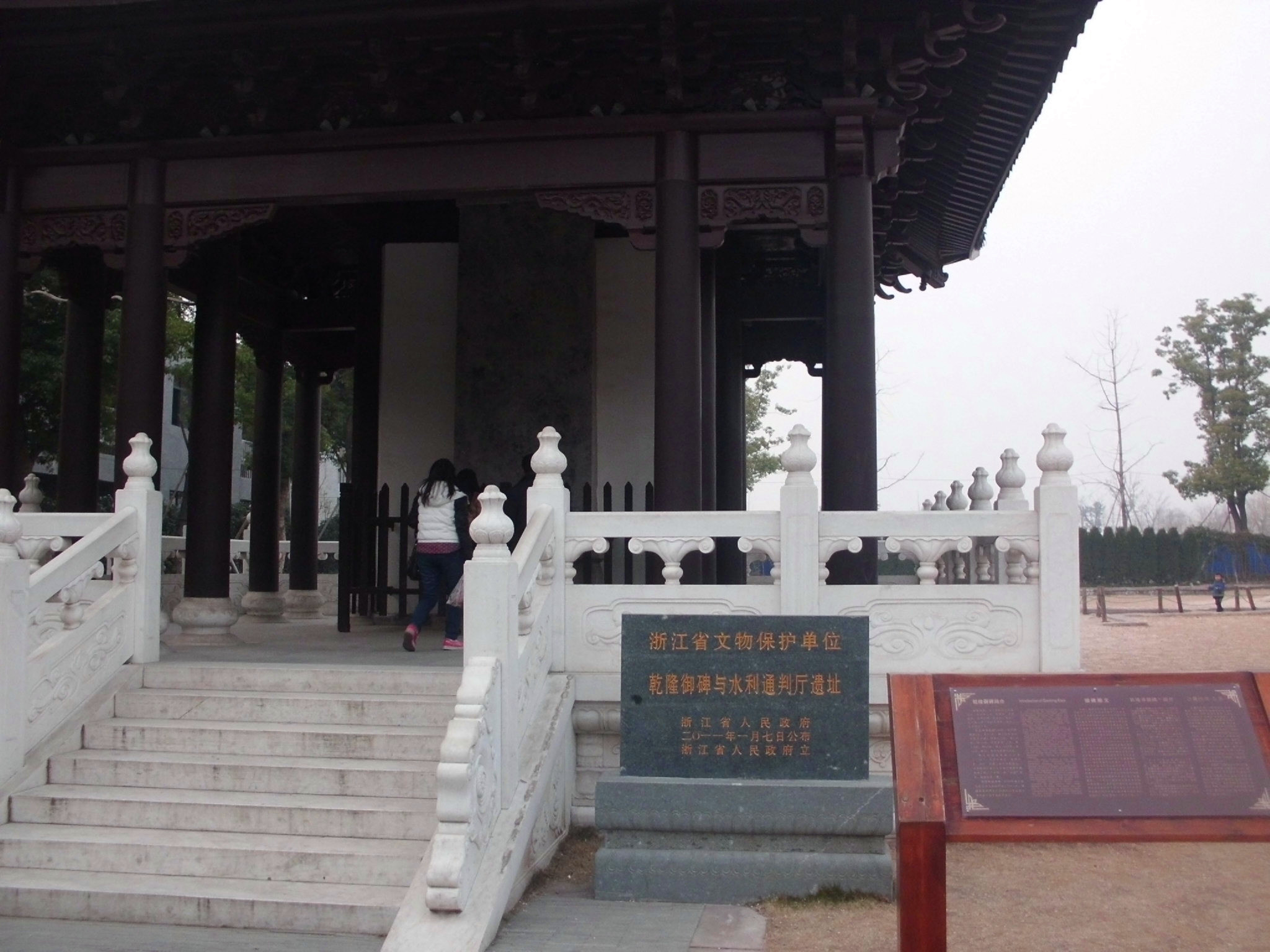
乾隆御碑

- 超山风景区
- 广济桥
- 八字桥
- 水北明清街
- 郭璞古井
- 乾隆御碑

## 农特产品
- 塘栖枇杷：中国地理标志产品。
- 小龙虾
- 甘蔗
- 蜜饯

## 特色美食
- 细沙羊尾
- 粢毛肉圆
- 塘栖板鸭
- 法根糕点